# Українські клуби в єврокубкових турнірах 1969—1970
У сезоні 1969–1970 київське «Динамо» третій раз стартувало в Кубку європейських чемпіонів. У розіграші команда провела чотири поєдинки: дві перемоги, одна нічия і одна поразка (різниця забитих і пропущених м'ячів 6:4).
На поле виходили тринадцять футболістів, дев'ять з них брали участь у всіх матчах. Найвлучніші гравеці: Віктор Серебряников і Володимир Мунтян — по 2 голи.

## Матчі
1/16 фіналу. Суперник — «Аустрія» (Відень, Австрія).
№ 11
| 17 вересня 1969 |

| «Аустрія» | 1 – 2 | «Динамо»                    |
| --------- | ----- | --------------------------- |
| Рідль 25' | Звіт  | Серебряников 50' Мунтян 58' |

| «Пратер» (Відень) Глядачів: 60 746 Арбітр: Роже Машен (Франція) |

«Аустрія»: Рудольф Санвальд, Роберт Сара, Йоганн Франк, Карл Фреліх, Йоганн Гаєр (Сільвестр Такач, 70), Гюнтер Кунц, Томас Паріц, Йозеф Гікерсбергер, Гельмут Кегльбергер, Ернст Фіала (к), Альфред Рідль. Тренер — Ернст Оцвірк.
«Динамо»: Євген Рудаков, Федір Медвідь, Вадим Соснихін, Сергій Круликовський, Володимир Левченко, Йожеф Сабо, Володимир Мунтян, Анатолій Боговик, Анатолій Пузач, Віктор Серебряников (к), Анатолій Бишовець. Тренер — Віктор Маслов.
 Фреліх (45), Фіала (45) — Пузач (45), Серебряников (45), Бишовець (45).
№ 12
| 1 жовтня 1969 |

| «Динамо»                          | 3 – 1 | «Аустрія» |
| --------------------------------- | ----- | --------- |
| Мунтян 48' Бишовець 85' Пузач 89' | Звіт  | Паріц 18' |

| Центральний (Київ) Глядачів: 75 206 Арбітр: Владо Якше (Югославія) |

«Динамо»: Євген Рудаков, Федір Медвідь, Вадим Соснихін, Сергій Круликовський, Володимир Левченко, Йожеф Сабо, Володимир Мунтян, Анатолій Пузач, Анатолій Бишовець, Віктор Серебряников (к), Віталій Хмельницький. Тренер — Віктор Маслов.
«Аустрія»: Йозеф Шнайдер, Роберт Сара, Йоганн Франк, Карл Фреліх, Йоганн Гаєр, Едуард Крігер, Томас Паріц, Гюнтер Кунц, Гельмут Кегльбергер, Ернст Фіала (к), Йозеф Гікерсбергер. Тренер — Ернст Оцвірк.
1/8 фіналу. Суперник — «Фіорентіна» (Флоренція, Італія).
№ 13
| 12 листопада 1969 |

| «Динамо»         | 1 – 2 | «Фіорентіна»             |
| ---------------- | ----- | ------------------------ |
| Серебряников 57' | Звіт  | К'яруджі 36' Мараскі 69' |

| Центральний (Київ) Глядачів: 84 238 Арбітр: Йоган Бострем (Швеція) |

«Динамо»: Євген Рудаков, Федір Медвідь, Вадим Соснихін, Сергій Круликовський, Володимир Левченко, Йожеф Сабо (Анатолій Боговик, 35), Володимир Мунтян, Анатолій Пузач, Анатолій Бишовець, Віктор Серебряников (к), Володимир Трошкін. Тренер — Віктор Маслов.
«Фіорентіна»: Франческо Суперкі, Бернардо Рогора, Джузеппе Лонгоні, Сальваторе Еспозіто, Уго Ферранте, Джузеппе Бріці, Лучано К'яруджі, Клаудіо Мерло, Джанкарло Де Сісті (к), Маріо Мараскі, Амарілдо. Тренер — Бруно Песаола.
№ 14
| 26 листопада 1969 |

| «Фіорентіна» | 0 – 0 | «Динамо» |
| ------------ | ----- | -------- |
|              | Звіт  |          |

| «Комунале» (Флоренція) Глядачів: 28 726 Арбітр: Фердінанд Маршалл (Австрія) |

«Фіорентіна»: Франческо Суперкі, Бернардо Рогора, Джузеппе Лонгоні, Сальваторе Еспозіто, Уго Ферранте, Джузеппе Бріці, Лучано К'яруджі, Клаудіо Мерло, Джанкарло Де Сісті (к), Маріо Мараскі, Амарілдо. Тренер — Бруно Песаола.
«Динамо»: Євген Рудаков, Федір Медвідь, Вадим Соснихін, Володимир Левченко, Володимир Трошкін, Сергій Круликовський, Володимир Мунтян, Анатолій Пузач, Анатолій Бишовець, Віктор Серебряников (к), Віталій Хмельницький. Тренер — Віктор Маслов.

## Статистика
| Футболіст            | Дата народження | Ігри    | Голи    |
| Воротар              | Воротар         | Воротар | Воротар |
| -------------------- | --------------- | ------- | ------- |
| Євген Рудаков        | 02.01.1942      | 4       | 4п      |
| Захисники            |                 |         |         |
| Федір Медвідь        | 05.01.1943      | 4       | 0       |
| Вадим Соснихін       | 10.08.1942      | 4       | 0       |
| Володимир Левченко   | 18.02.1944      | 4       | 0       |
| Сергій Круликовський | 28.11.1945      | 4       | 0       |
| Півзахисники         |                 |         |         |
| Йожеф Сабо           | 29.02.1940      | 3       | 0       |
| Володимир Мунтян     | 14.09.1946      | 4       | 2       |
| Анатолій Боговик     | 06.10.1947      | 2       | 0       |
| Володимир Трошкін    | 28.09.1947      | 2       | 0       |
| Нападники            |                 |         |         |
| Анатолій Бишовець    | 23.04.1946      | 4       | 1       |
| Віктор Серебряников  | 29.03.1940      | 4       | 2       |
| Анатолій Пузач       | 03.06.1941      | 4       | 1       |
| Віталій Хмельницький | 12.06.1943      | 2       | 0       |

## Сумарні показники
| Команда         | Т      | У | І  | В | Н | П | М+ | М- | О  |
| --------------- | ------ | - | -- | - | - | - | -- | -- | -- |
| «Динамо» (Київ) | КЧ     | 2 | 8  | 3 | 3 | 2 | 11 | 9  | 9  |
| «Динамо» (Київ) | КК     | 1 | 6  | 4 | 1 | 1 | 17 | 6  | 9  |
| Усього          | Усього | 3 | 14 | 7 | 4 | 3 | 28 | 15 | 18 |

Найбільше матчів:
14 — Вадим Соснихін, Віктор Серебряников.
12 — Федір Медвідь.
11 — Йожеф Сабо.
10 — Володимир Щегольков, Василь Турянчик, Віталій Хмельницький, Анатолій Пузач.
9 — Віктор Банніков, Сергій Круликовський, Володимир Левченко.
8 — Анатолій Бишовець.
6 — Леонід Островський.
5 — Андрій Біба, Олег Базилевич, Євген Рудаков.
Бомбардири:
4 — Андрій Біба, Олег Базилевич, Віталій Хмельницький, Віктор Серебряников, Анатолій Пузач.
3 — Анатолій Бишовець.
2 — Володимир Мунтян.
1 — Йожеф Сабо, Василь Турянчик.